# وندرسون آرودا ساید
وندرسون آرودا ساید (به پرتغالی: Wenderson de Arruda Said) مهاجم اهل برزیل است که در شهر Guiratinga و در تاریخ ۱۷ آوریل ۱۹۷۵ به دنیا آمده‌است.
وندرسون آرودا ساید در تیم‌های فوتبال Democrata سابقهٔ حضور دارد.